# Roca d'Auró
El Roca d'Auró és una muntanya de 1.948 metres que es troba al municipi de Castellar del Riu, a la comarca catalana del Berguedà.
Al cim podem trobar-hi un vèrtex geodèsic (referència 280090002).